# Агафангел Константинопольський
Патріарх Агафангел (грец. Πατριάρχης Αγαθάγγελος; 1769, Адріанополь Османська імперія — 1832, Адріанополь, Османська імперія) — єпископ Константинопольської православної церкви, патріарх Константинопольський (1826–1830).

## Біографія
Народився в болгарському селі поблизу Адріанополя, мабуть, у болгарській сім'ї, здобув гарну еллінську освіту, навчаючись разом з майбутнім патріархом Кирилом VI.
Юнаком прийшов на Афон і трудився в Іверському монастирі, прийнявши там чернечий постриг.
Близько 1800 року став настоятелем грецького подвір'я в Москві.
У листопаді 1815 року був обраний і висвячений митрополитом Бєлградським.
Був учасником Народної Скупщини, що проголосила 6 листопада 1817 року Мілоша Обреновича спадкоємним князем Сербії.
Під час грецького повстання 1821 року він був ув'язнений як заручник і утримувався під вартою до серпня 1825 року, коли був визначений митрополитом Халкідонським.

### На патріаршій кафедрі
26 вересня 1826 року в зв'язку зі скиданням і засланням патріарха Хрисанта був обраний патріархом.
Був одним із найосвіченіших патріархів свого часу. Говорив грецькою, турецькою, болгарською, російською та французькою мовами.
Видав низку окружних послань щодо посагу при вступі в шлюб, про правильне вчинення обряду хрещення, про недоторканність церковного майна, про святе Миро, де доводив, що здійснювати миротворення може лише патріарх Константинопольський, а також дотримання ченцями чернечих статутів.
Сучасники відзначали, що будучи людиною енергійною, розсудливою, він був надмірно суворий до оточуючих. Так, коли в Константинополі під час політичного затишшя зібралося багато духовних осіб, він жорстко зажадав видалення їх у власні єпархії, а деякі при цьому були відправлені на заслання.
Ряд невдалих дій патріарха знизили його репутацію і викликали негативну реакцію, що в результаті призвело до його повалення: в 1827 році, коли вожді материкової Греції просили у патріарха посередництва перед султаном Махмудом II про надання їм амністії, патріарх за наказом вимагаючи видачі бунтівних греків. Відповідь була негативною, а дії патріарха визнані антинаціональними. До цього додалася причетність патріарха до справи щодо обрання патріарха Єрусалимського, яке було пов'язане з хабарництвом, що разом з фінансовими та адміністративними порушеннями призвело до його скидання 5 липня 1830 року.
Був засланий до Кесарії; потім проживав на батьківщині, в Адріанополі, де й помер у 1832 році.